# Konjsko, Vojnik
Konjsko este o localitate din comuna Vojnik, Slovenia, cu o populație de 73 de locuitori.